# Lubów (województwo dolnośląskie)
Lubów – wieś w Polsce położona w województwie dolnośląskim, w powiecie górowskim, w gminie Jemielno na prawym brzegu Odry przy drodze wojewódzkiej nr 333.

## Podział administracyjny
W latach 1975–1998 miejscowość administracyjnie należała do województwa leszczyńskiego.

## Historia
Historia Lubowa (niem. Lubchen) sięga połowy XVIII w., kiedy wieś należała do rodów von Dyhern i von Sack. Z tego okresu zachowały się najstarsze znane źródła – dokumenty zawierające zapisy dotyczące wsi. W latach 1776–1787 przeszła w ręce rodu Hansa Ludwiga von Schweinitz, następnie w 1789 na krótko właścicielem jej był von Stoessel i von Lieres, w 1845 właścicielami byli von Lieres’sche Erben (spadkobiercy von Lieresa). W 1857 hr. von Nostitz, K. Sächs. Major a.D. – Graf von Stillfried und Alcantara. W 1874 zaznacza się nazwisko von Jagow, od 1894 – Otto von Jagow Rittmeister a.D. Od 1898 – Familie Francken-Sierstorpff, a ok. 1930 – Krupp von Bohlen und Halbach. Ostatnim odnotowanym w dokumentach właścicielem Lubowa, z niemiecka zwanego Lübchen, przed zakończeniem II wojny światowej był Henryk Fricke.
Na przełomie XIX i XX w. w Lubowie, obok pałacu, istniało kilkadziesiąt domów mieszkalnych, szkoła ewangelicka i pokaźny pański folwark, a przy nim m.in. tzw. ogród zwierzęcy, szklarnie, bielarnia, gorzelnia, wypalarnia wapna i cegielnia, skład węgla kamiennego, 2 wiatraki. Było w tym czasie w Lubowie również kilkanaście barek i domy rzeczne nad Odrą, młyn wodny nad rzeką, domy nad jeziorem. We wsi mieszkało kilku mniejszych rolników, kupców i rzemieślników.
Mieszkańcy Lubowa byli wówczas wyznania ewangelickiego, a miejscowość podlegała pod parafię tej grupy wyznaniowej, znajdującą się w Luboszycach, ok. 6 km stąd.
O bogatej historii Lubowa zaświadczał wspomniany wspaniały pałac, który jednak został zburzony. Obecnie można zobaczyć jedynie jego ruiny, jak również to, co zostało z dawnego świetnego parku otaczającego budynek oraz z folwarku (w miejscu zabudowań gospodarczych przez jakiś czas po wojnie prosperował miejscowy PGR).

## Przyroda
Miejscowość położona jest nad Odrą, w Gminie Jemielno związanej przyrodniczo z Doliną Baryczy. Atutem Lubowa są jego walory przyrodnicze. Lasy obfitują w zwierzynę łowną co jest atrakcją dla myśliwych, nie tylko z polskich kół łowieckich, ale i z zagranicy. Rzeka i liczne stawy przyciągają przez cały rok wędkarzy. Poza tym w Lubowie spotkać można wiele gatunków zwierząt i ptaków chronionych, m.in. orła bielika, czaplę siwą, żurawie, łabędzie nieme, bociany, perkozy dwuczube, a również bobry.

## Gospodarka
Miejscowość nie jest rozwinięta pod względem przemysłowym. Działa ośrodek wydobycia gazu ziemnego, stacja wodociągowa, przepompownia wody, ośrodek wypoczynkowy należący do Państwowego Domu Pomocy Społecznej z Opolna Zdroju.